# Hohenburg
Hohenburg é um município da Alemanha, no distrito de Amberg-Sulzbach, na região administrativa do Alto Palatinado, estado de Baviera.